# Parachtes andreinii
Parachtes andreinii là một loài nhện trong họ Dysderidae.
Loài này thuộc chi Parachtes. Parachtes andreinii được miêu tả năm 1966 bởi Alicata.